# Smederij De Boeck
Smederij De Boeck in Baardegem is een Belgische ambachtelijke smederij waar de smid, anno 2025, nog steeds op traditionele wijze werkt.
De familie De Boeck is één van de oudste smedenfamilies van het land. Al meer dan 400 jaar geven de mannelijke leden van deze familie het ambacht van het smeden van generatie op generatie door. Op het aambeeld maken ze kunstwerken, restaureren ze oude voorwerpen of repareren ze oude tractoren.

## Geschiedenis
In 1600 werd Matheus De Boeck geboren, die een eigen smederij oprichtte in Baardegem.
De volgende 12 generaties namen de smederij over:
- Matheus (°1600)
- Joos (°1637)
- Joannes (°1669)
- Judocus (°1711)
- Franciscus (°1754)
- Joannes (°1785)
- Franciscus (°1827)
- Henricus (°1850)
- Rymond (°1878)
- Alfons (°1908)
- Paul (°1946)
- Johan (1973)

Die smidse bestond eerst in Melkspinde, dan aan Baardegem-Dorp en sinds 1945 in de Seepscherf 29.

## Werkwijze
Nadat het smidsvuur gloeiend heet is gestookt, wordt een metalen of ijzeren voorwerp in het smidsvuur gelegd. Door de hoge temperatuur kan de smid het voorwerp nu vervormen. Daarvoor legt de smid het voorwerp op het aambeeld zodat hij het kan rekken, buigen of in een vorm gieten. Eens het voorwerp de juiste vorm heeft, moet het voorwerp worden afgekoeld in koud water. De smid kan het voorwerp dan nog verder afwerken door het te polijsten, te graveren of te bezetten met een ander materiaal (bv. edelstenen).
Veel smidses verdwenen in de jaren '50 met de komst van mechanische smederijen waar het werk sneller verricht werd. Toch bleef de familie De Boeck traditioneel werken. Wat op het aambeeld gecreëerd wordt kan geen enkele machine. Met de hand kan staal mooier afgewerkt worden dan met een lasser, want er is geen lasnaad, er kan preciezer worden vormgeven en het is massief. Daardoor wordt De Boeck veel gevraagd voor restauraties.
Vroeger had elk dorp zijn eigen smid, omdat in heel wat beroepen metalen of ijzeren voorwerpen worden gebruikt. Zo vervaardigde de smid ploegen, schoppen en harken voor de landbouwer, metalen gespen voor de schoenmaker, metalen ringen voor de kuipmaker, messen voor de slager, kammen en scharen voor de kapper, lepels en vorken voor het huishouden … Het belang van de smid in het vroegere maatschappelijke leven vinden we terug in heel wat uitdrukkingen: het ijzer smeden als het heet is, tussen hamer en aambeeld zitten, iemand in de tang nemen, …